# Белово (община)
Вижте пояснителната страница за други значения на Белово.
Община Белово се намира в Южна България и е една от съставните общини на Област Пазарджик.

## География

### Географско положение, граници, големина
Общината е разположена в западната част на Област Пазарджик. С площта си от 346,356 km2 заема 6-о място сред 12-те общините на областта, което съставлява 7,73% от територията на областта. Границите ѝ са следните:
- на изток – община Септември;
- на юг – община Велинград;
- на югозапад – община Якоруда, Област Благоевград;
- на северозапад – община Костенец, Софийска област.

### Природни ресурси

#### Релеф
Релефът на общината е твърде разнообразен – от високопланински до равнинен. Територията ѝ попада в пределите на четири главни физикогеографски области на България: Рила, Западните Родопи, Ихтиманска Средна гора и Горнотракийската низина.
Повече от половината от площта на община Белово, на северозапад от дълбоката долина на река Яденица (десен приток на Марица), се заема от крайните източни части на Източна Рила. Тук северозападно от язовир Белмекен, на границата със Софийска и Благоевградска област се издига най-високата точка на общината – връх Белмекен 2626 m.
На югоизток от долината на Яденица в пределите на общината попадат крайните северозападни части на западнородопския рид Алабак с максимална височина Соарев връх (1602 m).
На север от Моминоклисурския пролом на река Марица на територията на общината се простират най-южните части на Ихтиманска Средна гора – реда Ветрен (Еледжик) с връх Влайна могила (901 m), разположен северно от село Момина клисура.
Крайния североизток на община Белово се заема от най-западните части на Горнотракийската низина и тук в коритото на река Марица, източно от село Мененкьово се намира нейната най-ниска точка – 258 m н.в.

#### Води
В северната част на община Белово, на протежение от около 22 – 23 km протича река Марица с част от горното си течение. В този участък реката преминава през Моминоклисурския пролом (16 km), който свързва Костенецко-Долнобанската котловина с Горнотракийската низина и същевременно отделя Рила от Ихтиманска Средна гора. На територията на община Белово река Марица получава отдясно два големи притока: Крива река и Яденица. Крива река (28 km) води началото си от язовир Белмекен, протича в дълбока каньоновидна долина и северно от село Сестримо, при гара Сестримо се влива в Марица. Река Яденица (26 km) също изцяло протича на територията на общината (най-горното ѝ течение служи за граница с община Велинград) и също в много дълбока каньоновидна долина и се влива в Марица в град Белово. По нейната долина преминава границата между Рила и Западните Родопи.
На територията на община Белово са изградени един голям язовир: Белмекен (на 1900 m н.в.) и два по-малки Чаира и Станкови бараки (на 1200 m н.в.), водите на които са включени в Помпено-акумулаторна водноелектрическа централа Чаира.

## Население

### Етнически състав (2011)
Численост и дял на етническите групи според преброяването на населението през 2011 г.:
|                     | Численост | Дял (в %) |
| Общо                | 8891      | 100,00    |
| Българи             | 8273      | 93,05     |
| Турци               | 5         | 0,06      |
| Цигани              | 375       | 4,22      |
| Други               | 33        | 0,37      |
| Не се самоопределят | 12        | 0,13      |
| Неотговорили        | 193       | 2,17      |

### Населени места
Общината има 8 населени места с общо население 7324 жители към 7 септември 2021 г.
| Населено място | Население (2021 г.) | Площ на землището km2 | Забележка (старо име)                  | Населено място | Население (2021 г.) | Площ на землището km2 | Забележка (старо име)          |
| -------------- | ------------------- | --------------------- | -------------------------------------- | -------------- | ------------------- | --------------------- | ------------------------------ |
| Аканджиево     | 347                 | 11,606                |                                        | Дъбравите      | 422                 | 12,806                |                                |
| Белово         | 3232                | 135,307               | Гара Белово                            | Мененкьово     | 837                 | 8,613                 |                                |
| Габровица      | 396                 | 37,794                |                                        | Момина клисура | 750                 | 29,463                |                                |
| Голямо Белово  | 406                 | -                     | Голямо Бельово, в з-щето на гр. Белово | Сестримо       | 934                 | 110,767               |                                |
|                |                     |                       |                                        | ОБЩО           | 7324                | 346,356               | 1 населено място е без землище |

## Административно-териториални промени
- МЗ № 1380/обн. 1 юни 1939 г. – признава м. Дъбравите за с. Дъбравите;
- Указ № 546/обн. 15 септември 1964 г. – признава с. Гара Бельово за с.гр.т. Бельово;
- Указ № 960/обн. 4 януари 1966 г.:

– преименува с.гр.т. Бельово на с.гр.т. Белово;
– преименува с. Голямо Бельово на с. Голямо Белово;
– преименува с. Малко Бельово на с. Малко Белово;
- Указ № 829/обн. 29 август 1969 г. – обединява с.гр.т. Белово и с. Малко Белово в гр. Белово;
- Указ № 117/6 април 1998 г. – отделя с. Аканджиево и землището му от община Септември и го присъединява към община Белово.

## Транспорт
През общината от запад-северозапад на изток-югоизток, по долината на река Марица, на протежение от 20,6 km преминава участък от трасето на жп линията София – Пловдив – Свиленград.
През общината преминават частично 2 пътя от Републиканската пътна мрежа на България с обща дължина 42,7 km:
- участък от 22,5 km от Републикански път I-8 (от km 148,7 до km 171,2);
- последният участък от 20,2 km от Републикански път III-842 (от km 5,8 до km 26,0).

## Топографска карта
- Лист от карта K-34-72. Мащаб: 1 : 100 000.
- Лист от карта K-35-61. Мащаб: 1 : 100 000.